# Creu de terme de Penelles
La Creu de terme de Penelles és una obra gòtica de Penelles (Noguera) inclosa a l'Inventari del Patrimoni Arquitectònic de Catalunya.

## Descripció
Creu de terme d'estil gòtic feta en pedra sorrenca. Té una alçada de 4,5 m des de terra i consta de sòcol, columna amb capitell esculpit i la creu pròpiament. El sòcol, que no té graonada, és original i està fet d'un sol bloc octogonal de pedra, amb els angles arrodonits i perfilats per una motllura; conserva restes d'una inscripció de difícil lectura, tot i que es pot llegir el mot "PAES" i una data semblant a "1689".
La columna consta de fust i capitell. El fust és llis, de secció octogonal, tot i que a la part baixa en inserir-se al sòcol és de secció quadrangular, i mostra restes de quatre lòbuls. El capitell, en canvi, és profusament esculpit i força interessant, sent original tot i que restaurat. La seva estructura és prismàtica de secció hexagonal i en cada una de les cares mostra una capelleta d'arquitectura figurada, definida per pilars quadrangulars que sostenen un arc conopial coronat per arquets geminats apuntats, separats al mig per pinacles amb elements vegetals desenvolupats. Sota de cada arc conopial hi ha un seguit de figures humanes de difícil identificació, entre les quals destaca una figura de monjo, amb túnica de caputxa, i que sosté una creu i el llibre dels evangelis. Algunes de les figures són força malmeses i han perdut part dels trets que les identificaven.
La composició d'aquest capitell recorda la manera com s'estructura la decoració en alguns retaules gòtics, sobretot en alguns realitzats en pedra o alabastre al llarg del segle xv.
La base del capitell és de secció hexagonal, tot i que la part baixa és arrodonida i amb profusa decoració de tipus vegetal (entrellaços de tiges amb fulles d'acant).
La creu, que corona el capitell, és una peça en part original i en part reconstruïda. Els braços són de secció hexagonal i presenten una superfície estriada que es combina amb motius vegetals en una de les cares. A l'anvers de la creu hi ha la figura de Crist crucificat i al revers la Verge amb l'Infant en braços. La imatge de Crist, clavat a la creu amb tres claus, és coronada per un rètol a manera de pergamí que presenta la inscripció "INRI", habitual en altres creus contemporànies. La imatge de la Verge, dempeus sobre una peanya, sembla haver estat dissenyada tot seguint la representació iconogràfica habitual de la Mare de Déu de la Llet, donat que la Verge situa la seva mà dreta sobre el pit esquerre. També destaquen cinc protuberàncies en què es desenvolupen els extrems dels braços de la creu, a manera de rebrots vegetals, fet que fa d'aquesta creu un cas excepcional a Catalunya. Uns elements tubulars, o seccions d'arc, sorgeixen dels angles que conformen els braços de la creu per dalt i per baix, talment com si reproduïssin un medalló circular propi d'algunes creus més antigues. Els laterals del braç principal de la creu presenta unes protuberàncies no gaire detallades que volen imitar les creus fetes amb fusta, amb les restes de les branques tallades per deixar net la branca principal (algunes creus tardoromàniques ja presenten aquesta fórmula).

## Història
Fins al 1990 aquesta creu de terme monumental, aleshores en estat de greu mutilació, estava situada en el seu lloc original, que era la cruïlla del camí de Balaguer a Tàrrega (conegut com a camí de Castellserà a Penelles) i el camí Fondo als afores de la població.
El 1990 va caure accidentalment i el consistori municipal vigent en aquell moment decidí reconstruir-la amb diversos fragments originals que es conservaven en una casa particular. Un cop restaurada en un taller de la Generalitat de Catalunya a les Terres de Lleida va ser recol·locada en el lloc actual, a la cruïlla dels carrers del Carme i Dr. Francesc Font i Gasset el gener de 1991.
Després de la restauració es troba en perfecte estat, tot i que degut a una desviació de la columna en sentit vertical (ja des de la seva reubicació el 1991) presenta un lleuger decantament.
La creu presenta, sobre el sòcol, una inscripció difícil d'interpretar. Inclou el mot "PAES", potser referit a "paers" i unes xifres erosionades que podrien identificar-se amb la data 1689, potser corresponent a alguna restauració feta al segle xvii.